# Новалов, Артём Павлович
Артём Па́влович Нова́лов (1 ноября 1910, селе Пурдошки, Пензенская губерния — 20 января 1993, Тбилиси) — командир отделения 240-го гвардейского стрелкового полка, гвардии старший сержант.

## Биография
Родился 1 ноября 1910 года в селе Пурдошки Краснослободского уезда Пензенской губернии (ныне — в Темниковском районе Республики Мордовия). Окончил 5 классов. Перед войной жил в столице Грузии городе Тбилиси, работал на фабрике.
В июне 1941 года был призван в Красную Армию. С января 1943 года учился в военном училище, учёбу не закончил. Летом 1943 года курсанты были направлены на фронт сержантами. В боях Великой Отечественной войны с июля 1943 года. Член ВКП/КПСС с 1944 года. К лету 1944 года гвардии старший сержант Новалов был командиром отделения 240-го гвардейского стрелкового полка 74-й гвардейской стрелковой дивизии. Особо отличился в боях за освобождение Польши, при форсировании рек Висла и Одер.
20 октября 1944 года гвардии старший сержант Новалов при отражении контратаки противника у населенного пункта Анелин-Кемпа заменил вышедшего из строя командира взвода, отразил атаку противников, нанес врагу большой урон в живой силе и технике.
Приказом от 1 ноября 1944 года гвардии старший сержант Новалов Артём Павлович награждён орденом Славы 3-й степени.
10-15 февраля 1945 года при ликвидации окруженной группировки противника в городе Познань гвардии старший сержант Новалов вновь заменил раненого командира взвода и поднял бойцов на штурм опорного пункта. Ворвавшись в здание, воины гранатами и огнём из автоматов уничтожили много противников. В последующей схватке на территории оружейного завода истребили до 20 вражеских солдат.
Приказом от 17 марта 1945 года гвардии старший сержант Новалов Артём Павлович награждён орденом Славы 2-й степени.
16 апреля 1945 года в бою в районе юго-западнее города Кюстрин отделение во главе с гвардии старшим сержантом Новаловым ворвалось в траншею противника, уничтожило несколько вражеских солдат. Преследуя неприятеля, захватило господствующую высоту, отразило контратаку. Новалов был ранен, но не оставил позицию до подхода стрелкового батальона.
Указом Президиума Верховного Совета СССР от 15 мая 1946 года за образцовое выполнение заданий командования в боях с немецко-вражескими захватчиками гвардии старший сержант Новалов Артём Павлович награждён орденом Славы 1-й степени. Стал полным кавалером ордена Славы.
В 1945 году был демобилизован. Жил в городе Тбилиси. Работал плотником в стройремуправлении Министерства здравоохранения Грузии. Скончался 20 января 1993 года.
Был похоронен в городе Тбилиси. В ноябре 2000 года по просьбе родственников перезахоронен в Челябинске на Градском кладбище.
Награждён орденами Отечественной войны 1-й степени, Славы трёх степеней, медалями.